# حسین‌بیگ‌لی
حسین‌بیگ‌لی (به ترکی آذربایجانی: Guseinbeyly) یک منطقهٔ مسکونی در جمهوری آذربایجان است که در شهرستان ایمیشلی واقع شده‌است.